# Pericoma brasilensis
Pericoma brasilensis és una espècie d'insecte dípter pertanyent a la família dels psicòdids que habita a l'Estat de Santa Catarina (Brasil).